# Scopelarchus stephensi
Scopelarchus stephensi är en fiskart som beskrevs av Johnson, 1974. Scopelarchus stephensi ingår i släktet Scopelarchus och familjen Scopelarchidae. Inga underarter finns listade i Catalogue of Life.